# Euro-Fighter
Euro-Fighter is een soort achtbaan die geproduceerd wordt door Gerstlauer sinds 2003. Hij kan zowel vast zijn, voor pretparken, als verplaatsbaar, voor gebruik op kermissen.

## Kenmerken
Het bedrijf produceert de baan in alle mogelijke maten. Echter heeft de Euro-Fighter enkele vaste kenmerken:
- De baan bevat inversies. Veel terugkomende elementen zijn de looping onmiddellijk na de first drop en de heartline roll.
- Typisch aan de Euro-Fighter is de optakeling die volledig verticaal gebeurt, met daarop gevolgd een first drop van 97°, die dus meer dan verticaal gebeurt.
- De achtbaantreintjes bieden plaats aan acht personen: twee rijen van vier personen naast elkaar. Bovendien zijn de eerste en tweede rij niet volledig aan elkaar vast en is het wagentje dus flexibel in manoeuvres zoals de heartline roll.
- De track is bij de compacte versie een traditionele platte baan, bij de iets grotere versies wordt meestal gebruikgemaakt van een track met driehoekige doorsnede.

## Modellen

### Custom
Er zijn van de Euro-Fighter enkele standaardmodellen beschikbaar, maar de meeste gebouwde exemplaren zijn custom. Zo zijn er voor pretparken op heden (maart 2016) 18 Euro-Fighters gebouwd waarvan er 10 custom zijn. Er zijn ook twee catalogusmodellen waarvan tot op heden nog maar één baan is gebouwd en die dus ook als custom kunnen worden beschouwd: de Euro-Fighter 500/8 en de Euro-Fighter 670/8. Deze laatste is Typhoon in het Belgische attractiepark Bobbejaanland.

### 320+
Eén model heeft echter al 4 verkochte exemplaren: de Euro-Fighter 320+. Deze baan haalt een topsnelheid van 70 km/u en heeft 3 inversies. Een voorbeeld van deze baan is Falcon, terug te vinden in het Nederlandse attractiepark Duinrell.

### 380 (Iron shark)
Daarnaast is er ook nog de Iron Shark, vernoemd naar de eerste baan van dit type, Iron Shark in Galveston Island Historic Pleasure Pier. Deze baan is ongeveer 380 meter lang en 30 meter hoog en haalt snelheden tot 85 kilometer per uur. Sinds de bouw van een derde exemplaar werd dit model hernoemd naar Euro-Fighter 380, analoog met de andere modellen.
Bijzonder aan de Iron Shark is dat de treintjes hierop geen gebruik maken van een schouderbeugel zoals gebruikelijk is bij de Euro-Fighter, maar van een stevige heupbeugel. Dit geeft je als inzittende veel meer vrijheid in het karretje. De baan is hierom ook iets ruimer, en heeft maar één inversie, een soort uitgerokken looping vlak na de eerste afdaling van 97°. de typerende heartline roll is op deze versie van de Euro-Fighter niet aanwezig.